# 1551

## Събития
- В Англия е създадена бъдещата Московска търговска компания

## Родени
- 19 септември – Анри III, крал на Франция
- 8 октомври – Джулио Качини, италиански композитор, преподавател, певец, инструменталист и писател